# التيناردييه

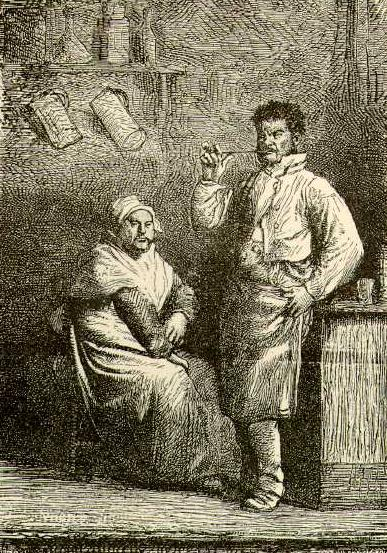
تيناردييه وزوجته، مأخوذة من أول نسخة فرنسية للرواية (1862)

عائلة تينارردييه أو التيناردييه (
تنطق بالفرنسية: [tenaʁdje]
) هي شخصيات خيالية من رواية البؤساء والأعمال المُقتبسة منها.
تضم هذه العائلة خمسة أشخاص هم تيناردييه وزوجته وإبونين وأزيلما وغافروش، كما أن كوزيت قضت بضع سنوات من طفولتها معهم.